# Carlo Caffarra
Carlo Caffarra (ur. 1 czerwca 1938 w Samboseto di Busseto, zm. 6 września 2017 w Bolonii) – włoski duchowny katolicki, arcybiskup Ferrary (1995–2003), arcybiskup metropolita Bolonii (2004–2015), kardynał.

## Życiorys
Studiował w seminarium w Fidenza, święcenia kapłańskie otrzymał 2 lipca 1961. Kontynuował studia na Papieskim Uniwersytecie Gregoriańskim w Rzymie (obronił doktorat z prawa kanonicznego) oraz na Akademii Alfonsjańskiej w Rzymie (uzyskał dyplom z teologii moralności). Wykładał na kilku uczelniach katolickich, zajmując się m.in. problematyką etyki medycznej. W latach 1974–1984 wchodził w skład Międzynarodowej Komisji Teologicznej, był też konsultorem Kongregacji Doktryny Wiary. W 1980 został mianowany rektorem Papieskiego Instytutu Jana Pawła II dla Studiów nad Małżeństwem i Rodziną. Powołał do życia filie tego instytutu w Hiszpanii, USA i Meksyku. Działał w ruchu Comunione e Liberazione.
We wrześniu 1995 został powołany na arcybiskupa Ferrary-Comacchio. Sakry biskupiej udzielił mu 21 października 1995 w katedrze w Fidenza kardynał Giacomo Biffi (arcybiskup Bolonii), z towarzyszeniem arcybiskupa Giovanniego Battisty Re i biskupa Carlo Poggiego. Wchodził w skład kierownictwa Papieskiej Rady ds. Rodziny oraz Papieskiej Akademii Życia. W grudniu 2003 zastąpił kardynała Biffiego na stolicy arcybiskupiej Bolonii.
W lutym 2006 papież Benedykt XVI ogłosił jego nominację kardynalską. Na konsystorzu w marcu 2006 Caffarra otrzymał tytuł kardynała prezbitera San Giovanni Battista dei Fiorentini.
Brał udział w konklawe 2013, które wybrało papieża Franciszka. 27 października 2015 papież Franciszek przyjął jego rezygnację z pełnionego urzędu złożoną ze względu na wiek.
Zmarł 6 września 2017.